# Ulica Emilii Sczanieckiej w Poznaniu
Ulica Emilii Sczanieckiej – ulica w Poznaniu na Łazarzu. Swój bieg rozpoczyna na skrzyżowaniu z Ulicą Głogowską, a kończy dochodząc do ulicy Kazimierza Jarochowskiego.

## Historia
Została przyłączona do miasta w 1900 roku. Nosiła wówczas nazwę "Jagowej"(Jagowstrasse). W ciągu pięciu lat (1905-1910) osiedliły się na niej 174 osoby. 5 stycznia 1919 roku zmieniono jej nazwę na obecną. W 1928 w związku z Powszechną Wystawą Krajową zbudowano linię tramwajową, które dowoziła zwiedzających do część "E" wystawy. W latach 1939–1945 nosiła nazwę Tirpitzstrasse. Tory tramwajowe były powtórnie wykorzystywane w latach 1956 - 1965. Tu swoją trasę kończyły linie 11 i 14.

## Trójkąt torowy
Wybudowana w 1928 trasa kończyła się pętlą na wysokości ulicy Bogusławskiego. W latach 1935–1944 zlikwidowano część trasy wraz z pętlą, pozostały rozjazdy z Głogowskiej w Sczanieckiej. W 1965 roku przebudowano na trójkąt torowy. Ostatni raz tramwaje wykorzystały go w 1972 roku.
Obecnie układ jest odcięty od sieci przy skrzyżowaniu z ulicą Głogowską. Jest też przecięty asfaltem na skrzyżowaniu z Kasprzaka. Odcinek za tym skrzyżowanie wiedzie na wysepce ponad poziomem ulicy(stoją na niej samochody). Planowana jest rewitalizacja.

### Ruch tramwajowy
Tramwaje jadąc ulicą Sczanieckiej skręcały w lewo w ul. Bogusławskiego, tam znajdował się przystanek dla wysiadających. Pusty tramwaj cofał z asekuracją konduktora tyłem w prawo w Sczanieckiej. Po wejściu pasażerów, tramwaj wracał tą ulicą do Głogowskiej.